# 1840 na ciência

## Eventos
- Isolamento do elemento químico Ítrio[1][2]
- Germain Henry Hess propõe a Lei de Hess, um enunciado inicial da Lei da conservação da energia, o qual estabelece que as mudança de energias em um processo químico depende somente dos estados iniciais dos reagentes e dos finais dos produtos e não no caminho específico entre os dois estados.[3]

## Nascimentos
| Data            | Nome                | Profissão                                                     | Nacionalidade                         | Observações                    | Ref   |
| --------------- | ------------------- | ------------------------------------------------------------- | ------------------------------------- | ------------------------------ | ----- |
| 18 de fevereiro | John Wesley Judd    | geólogo                                                       | Reino Unido da Grã-Bretanha e Irlanda | m. 1916 Medalha Wollaston 1891 | [ 4 ] |
| 28 de julho     | Edward Drinker Cope | paleontólogo, anatomista comparativo, herpetólogo e ictiólogo | Estados Unidos                        | m. 1897 Medalha Bigsby 1879    | [ 5 ] |

## Mortes
| Data | Nome | Profissão | Nacionalidade | Observações | Ref |
| ---- | ---- | --------- | ------------- | ----------- | --- |

## Prémios
Medalha Copley
- Justus von Liebig[6] e Jacques Charles François Sturm[6]